# Elaphidion williamsi
Elaphidion williamsi es una especie de escarabajo longicornio del género Elaphidion, categorizada en la tribu Elaphidiini, de la subfamilia Cerambycinae. Fue descrita por Chemsak en 1967.

## Descripción
Mide 16-18 mm de longitud.

## Distribución
Se distribuye por América: Bahamas.